# Một dược (cây)
Commiphora myrrha là một loài thực vật có hoa trong họ Burseraceae. Đây là loài cây chính cho nhựa thơm gọi là một dược. Đây là loài cây bản địa bán đảo Ả Rập. (Oman, Yemen) và đến châu Phi (Djibouti, Ethiopia, Somalia, đông bắc Kenya).
Đây là loài cây nhiều gai và có chiều cao lên đến 4 m (13 ft). Nó mọc ở độ cao giữa 250 đến 1.300 m (820 đến 4.270 ft) với lượng mưa hàng năm khoảng 23 đến 30 cm (9,1 đến 11,8 in). Nó mọc tốt nhất ở đất mỏng, chủ yếu khu vực có đá vôi.